# Gomphocerus sibiricus
Gomphocerus sibiricus is een rechtvleugelig insect uit de familie van de veldsprinkhanen (Acrididae). De wetenschappelijke naam werd gepubliceerd in 1767 door Carl Linnaeus.